# Абурааге
Абурааге (яп. 油揚げ) — соєвий продукт японської кухні, що являє собою тонкі нарізані шматочки тофу, які обсмажуються при температурі спочатку 110—120, а потім, повторно, — 180—200 °C. Часто подається як гарнір до страв з локшини.
Історія появи абурааге невідома: передбачається, що страва могла бути відомою ще з XVIII століття, однак перший записаний її рецепт датований 1853 роком. Через можливість тривалого зберігання і простоти приготування до середини XX століття абурааге отримало в Японії широке поширення у вигляді напівфабрикату.